# 聖華金 (桑坦德省)
聖華金是哥倫比亞的城鎮，位於該國東北部，由桑坦德省負責管轄，距離首府布卡拉曼加156公里，始建於1779年，面積192平方公里，海拔高度203米，2005年人口2,862。